# Catanzaro
Denna artikel handlar om staden Catanzaro. Se också Catanzaro (provins).
Catanzaro är en kommun och huvudort i provinsen Catanzaro, Kalabrien i Italien. Kommunen hade 89 065 invånare (2018) och gränsar till kommunerna Gimigliano, Pentone, San Floro, Sellia, Settingiano, Simeri Crichi, Tiriolo, Borgia och Caraffa di Catanzaro.

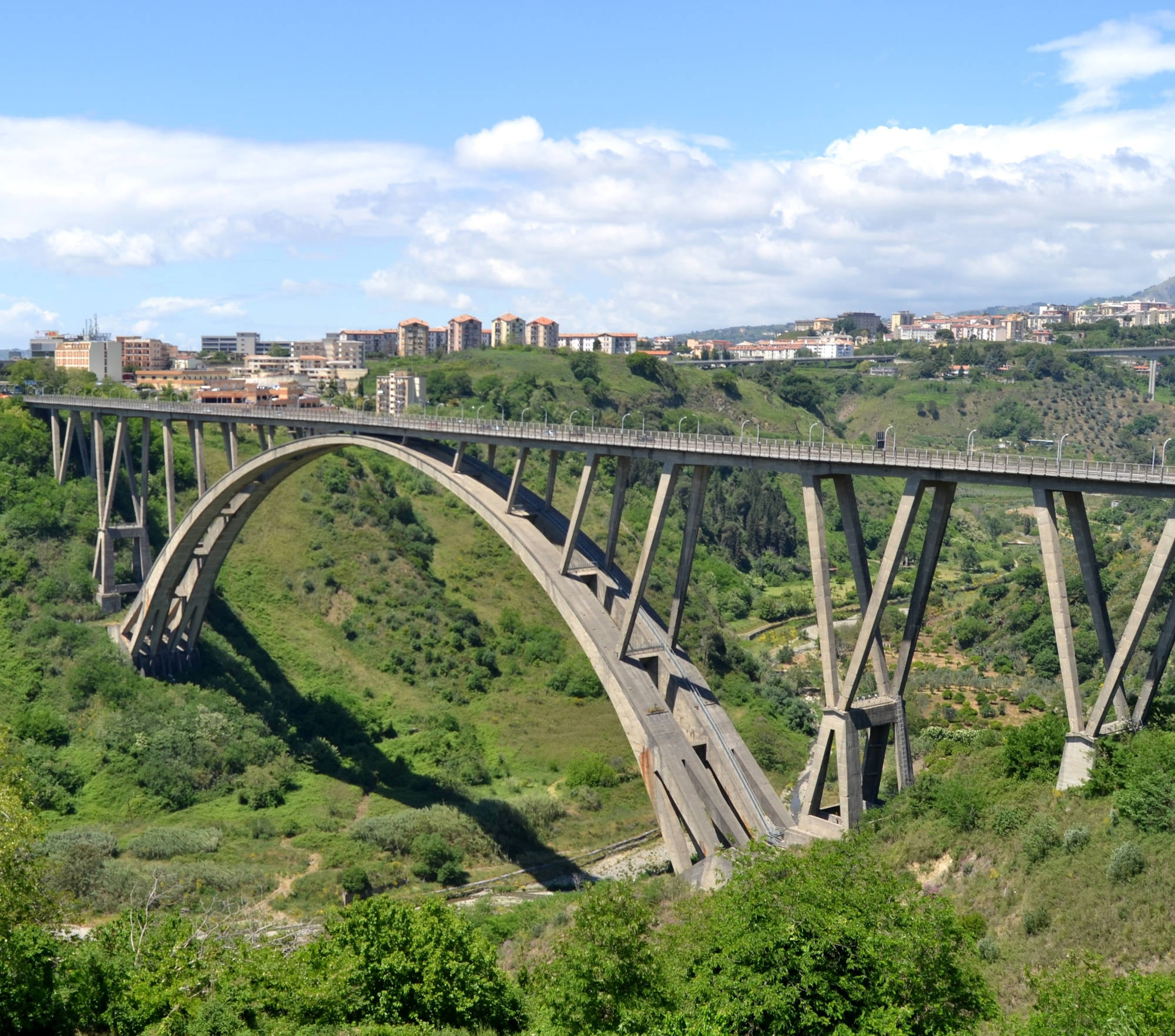
Catanzaro, Ponte Morandi

## Kända personer
- Renato Dulbecco, nobelpristagare.